# Pitigrilli

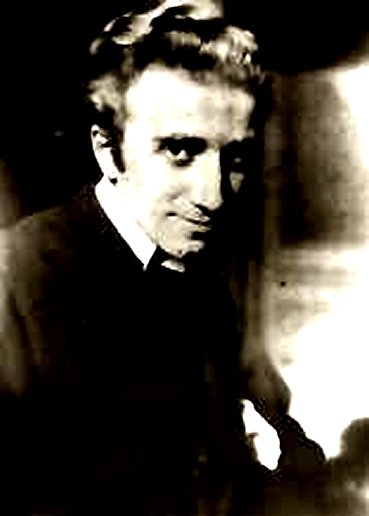
Pitigrilli

Pitigrilli, pseudoniem van Dino Segre (Turijn, 9 mei 1893 - aldaar, 8 mei 1975) was een Italiaans schrijver. Een enkele keer gebruikte hij ook het pseudoniem Mathesis. Cocaïne (1920) is zijn bekendste boek.
Pitigrillis moeder kwam uit een apothekersfamilie. Zijn vader was ambtenaar in het leger. Na een rechtenstudie werd Pitigrilli in eerste instantie zelf journalist en redacteur. Zijn bekendste boeken schreef hij in de jaren dat hij in Parijs werkte. Hij richtte het tijdschrift Le Grandi Firme op in 1924.
Wegens de voor die tijd erg expliciete scènes over drugs en seks werden zijn boeken nogal spraakmakend gevonden.

## Boeken
De volgende lijst is niet uitputtend. Van Pitigrilli is weinig in een Nederlandse vertaling verschenen.
- Mammiferi di Lusso (1920). Zoogdieren van Lusso.
- Cocaina (1921). Cocaïne.
- La Vergine a 18 carati (1924). De 18-karaats maagd.
- L'esperimento di Pott (1929). Het experiment van Pott.
- La piscina di Silou (1948). Het zwembad van Silou.